# Svoboda, Stara Zagora
Svoboda (în bulgară Свобода) este un sat în comuna Cirpan, regiunea Stara Zagora,  Bulgaria. 

## Demografie
Componența etnică a satului Svoboda
     Bulgari (37,31%)
     Romi (60,83%)
     Nicio identificare (1,14%)
     Altele (0,7%)
La recensământul din 2011, populația satului Svoboda era de 1.131 locuitori. Din punct de vedere etnic, majoritatea locuitorilor (60,83%) erau romi, cu o minoritate de bulgari (37,31%). Pentru 1,14% din locuitori nu este cunoscută apartenența etnică.